# Eleição municipal de Salvador em 2000
A eleição municipal de Salvador em 2000 ocorreu em 1 de outubro de 2000, para a eleição de 1 (um) prefeito, 1 (um) vice-prefeito e 35 (trinta e cinco) membros à Câmara de Vereadores. O prefeito era Antônio Imbassahy, do PFL, que tentou a reeleição. Antônio Imbassahy, do PFL, foi reeleito prefeito de Salvador ainda no primeiro turno, governando a cidade pelo período de 1º de janeiro de 2001 a 31 de dezembro de 2004.
Passados quatro anos, o prefeito Antônio Imbassahy pôde concorrer a reeleição. Nelson Pelegrino articulou-se como candidato do PT, contara com apoio da ex-prefeita Lídice da Mata para tentar conquistar a prefeitura de Salvador. Antônio Imbassahy continua liderando as pesquisas de opinião, sendo reeleito com 53,74% derrotando seus adversários em primeiro turno. Segundo o pefelista, o ataque da oposição o fez crescer ainda mais e ser reeleito o primeiro prefeito da história de Salvador.

## Candidatos a prefeito
| Cor de campanha | Nº | Candidato(a) a prefeito | Candidato(a) a prefeito                                 | Candidato(a) a vice-prefeito | Candidato(a) a vice-prefeito                       | Coligação |
| --------------- | -- | ----------------------- | ------------------------------------------------------- | ---------------------------- | -------------------------------------------------- | --- |
|                 | 29 |                         | Antônio Eduardo (PCO) Antônio Eduardo Alves de Oliveira |                              | Alberto Nunes (PCO) Alberto Rodrigues Nunes        | Partido não coligado - Partido da Causa Operária (PCO) |
|                 | 25 |                         | Antônio Imbassahy (PFL) Antonio José Imbassahy da Silva |                              | Marcos Medrado (PPB) Marcos Antonio Medrado        | "Pra Fazer Muito Mais" - Partido da Frente Liberal (PFL) - Partido Liberal (PL) - Partido Trabalhista Brasileiro (PTB) - Partido Social Cristão (PSC) - Partido do Movimento Democrático Brasileiro (PMDB) - Partido Trabalhista do Brasil (PTdoB) - Partido da Reconstrução Nacional (PRN) - Partido Progressista Brasileiro (PPB) - Partido Social Trabalhista (PST) - Partido Renovador Trabalhista Brasileiro (PRTB) - Partido Social Democrático (PSD) - Partido Geral dos Trabalhadores (PGT) - Partido Social Liberal (PSL) |
|                 | 45 |                         | Arthur Maia (PSDB) Arthur de Oliveira Maia da Silva     |                              | Miguel Rehem (PSDC) Miguel Ângelo Ayres Rehem      | "Todo mundo é Salvador" - Partido da Social Democracia Brasileira (PSDB) - Partido Social Democrata Cristão (PSDC) - Partido da Reedificação da Ordem Nacional (PRONA) - Partido Trabalhista Nacional (PTN) - Partido Humanista da Solidariedade (PHS) - Partido Republicano Progressista (PRP) |
|                 | 12 |                         | João Henrique (PDT) João Henrique de Barradas Carneiro  |                              | Aristeu Barretto (PDT) Aristeu Barretto de Almeida | "Força do Povo de Salvador" - Partido Democrático Trabalhista (PDT) - Partido dos Aposentados da Nação (PAN) |
|                 | 13 |                         | Nelson Pelegrino (PT) Nelson Vicente Portela Pelegrino  |                              | Eliel Santana (PSB) Eliel Lima Santana             | "Frente Popular Dois de Julho" - Partido dos Trabalhadores (PT) - Partido Socialista Brasileiro (PSB) - Partido Comunista do Brasil (PCdoB) - Partido Popular Socialista (PPS) - Partido Verde (PV) - Partido Comunista Brasileiro (PCB) |

## Resultado da eleição para prefeito
| 1º Turno 1 de outubro de 2000 | 1º Turno 1 de outubro de 2000 | 1º Turno 1 de outubro de 2000 | 1º Turno 1 de outubro de 2000 |
| Candidato(a)                  | Vice                          | Votação                       | Votação                       |
| Candidato(a)                  | Vice                          | Total                         | Porcentagem                   |
| ----------------------------- | ----------------------------- | ----------------------------- | ----------------------------- |
| Antônio Imbassahy (PFL)       | Marcos Medrado (PPB)          | 531.423                       | 53,75%                        |
| Nelson Pelegrino (PT)         | Eliel Santana (PSB)           | 349.292                       | 35,33%                        |
| João Henrique Carneiro (PDT)  | Aristeu Barretto (PDT)        | 74.313                        | 7,51%                         |
| Arthur Maia (PSDB)            | Miguel Rehem (PSDC)           | 30.983                        | 3,13%                         |
| Antonio Eduardo (PCO)         | Alberto Nunes (PCO)           | 2.730                         | 0,28%                         |
| Total de votos válidos        | Total de votos válidos        | 988.741                       | 100,00%                       |
| Votos apurados                |                               |                               |                               |
| Votos válidos                 | Votos válidos                 | 988.741                       | 87,70%                        |
| Votos em branco               | Votos em branco               | 53.304                        | 4,73%                         |
| Votos nulos                   | Votos nulos                   | 85.403                        | 7,57%                         |
| Total de votos apurados       | Total de votos apurados       | 1.127.448                     | 100,00%                       |
| Eleitores                     |                               |                               |                               |
| Comparecimento                | Comparecimento                | 1.127.448                     | 81,19%                        |
| Abstenções                    | Abstenções                    | 261.261                       | 18,81%                        |
| Total de eleitores            | Total de eleitores            | 1.388.709                     | 100,00%                       |